# І ти побачиш небо
«І ти побачиш небо» (рос. «И ты увидишь небо») — радянський художній фільм про Німецько-радянську війну, знятий в 1978 році режисером  Георгієм Кузнецовим.

## Сюжет
Фільм розповідає про Аркадія Каманіна — п'ятнадцятирічного військового льотчика, героя Німецько-радянської війни, кавалера ордена Бойового Червоного Прапора і двох орденів Червоної Зірки.
Серпень 1944 року. Німецько-радянська війна.
На одному командному пункті авіаполку знаходиться відомий льотчик — Герой Радянського Союзу — генерал Микола Петрович Каманін (Олександр Пороховщиков). Йому потрібно в терміновому порядку доправити важливий пакет до плацдарму: там, в оточенні німецько-фашистських окупантів героїчно веде бої з противником одна з частин РСЧА.
Щоб доставити пакет, потрібен літак. Але всі літаки, що знаходилися в ескадрильї зв'язку, були розбиті гітлерівцями, всі льотчики загинули.
Перед Миколою Петровичем знаходиться його син Аркадій, якому виповнилося всього 15 років. Аркадій готовий вилетіти на плацдарм негайно: в ескадрильї залишився його останній працюючий літак.
… Незадовго до того, що відбувається, в одну ескадрилью зв'язку, що знаходиться на фронті, влаштувався в якості моториста один хлопчик. Раптово він заявив, що він круглий сирота, але що мотори літальних апаратів знає досконало.
Хлопчика пожаліли і взяли в цю ескадрилью.
Згодом льотчики, бачачи його заповітну мрію — політати на літаку — навчили його керувати літаком.
Одного разу Микола Петрович Каманін, який приїхав в цю ескадрилью, дізнався в цьому самому хлопчику-«сироті» свого сина Аркадія, який втік на фронт…

## У ролях
- Олександр Пороховщиков —   Микола Петрович Каманін
- Маргарита Володіна —  Каманіна, мати Аркадія
- Володимир Широков —   Аркадій Миколайович Каманін
- Геннадій Корольков —  Дронов, лейтенант
- Валерій Величко —  Бурмак, старшина
- Віктор Перевалов —  Вітюня
- Володимир Тюрін —  Костя
- Віктор Шульгін —  командувач, друг Миколи Каманіна

## Знімальна група
- Автор сценарію:  Анатолій Безуглов
- Режисер:  Георгій Кузнецов
- Оператор:  Анатолій Лєсніков
- Художник:  Владислав Расторгуєв
- Композитор:  Леонід Афанасьєв